# خانه منوچهری (آمل)
خانه منوچهری مربوط به دوره صفوی - دوره قاجار است و در آمل، در پایین بازار واقع شده و این اثر در تاریخ ۲۶ اسفند ۱۳۸۶ با شمارهٔ ثبت ۲۱۹۸۹ به‌عنوان یکی از آثار ملی ایران به ثبت رسیده‌است.

## ویژگی‌ها
خانه منوچهری با پلانی ذوزنقه ای شکل در دو طبقه و زیرزمین که تمام المان‌های یک خانه قاجاری را داراست، بنا شده‌است. ساختمان عمارت به دو قسمت تقسیم می‌شود. بنای ضلع شرقی در دو طبقه، در دوره قاجاریه ساخته شده و دارای تزیینات بیشتری است. این قسمت از بنا دارای ایوانی ستون دار می‌باشد. مصالح اصلی خانه تاریخی منوچهری آجر، چوب، گچ و آهک است. بنا در راستای شرق به غرب برای استفاده بیش تر از نور خورشید و دارای حیاط شمالی و جنوبی و گردش حرکتی از سمت حیاط و راه پله به طبقه اول ارتباط دارد و کرسی دار می‌باشد.
این تزیینات شامل گره چینی‌های پرکار ارسی‌ها، پنجره و درهای چوبی با شیشه‌های رنگی زیبا است که در قسمت‌های داخلی و نمای بیرونی اجرا شده‌است. تزیینات گچ کاری نیز در قسمت نمای ساختمان کار شده که با رنگ آراسته شده‌است. در حیاط این بنای تاریخی سردابه ای وجود دارد که برای نگهداری مواد غذایی فاسد شدنی مورد استفاده قرار می‌گرفت.

## کاربری
این عمارت در سال ۱۳۹۸ طی مزایده توسط وزارت میراث فرهنگی جهت مرمت و احیا و بهر برداری به بخش خصوصی واگذار شد و پس از طی فرآیند مرمت و بازسازی توسط دکتر سینا اتحادی، اکنون با کاربری فرهنگی و پذیرایی و تحت عنوان مجموعه فرهنگی، اقامتی و پذیرایی عمارت منوچهری در حال فعالیت است.